# Distretto di Oued Tlelat
Il distretto di Oued Tlelat è un distretto della provincia di Orano, in Algeria.

## Comuni
Il distretto di Oued Tlelat comprende 4 comuni:
- Boufatis
- Rydalkou
- Oued Tlelat
- Tafraoui